# Vanavana
Vanavana, auch Kurataki oder Huataki genannt, ist ein kleines Atoll des Tuamotu-Archipels im Pazifischen Ozean. Es liegt 57,6 km westlich des Atolls Tureia, seines nächstgelegenen Nachbaratolls. Es gehört politisch zu Französisch-Polynesien und dort zur Gemeinde Tureia.
Vanavana ist ein unbewohntes, schmales, ovales Atoll von ungefähr 5 km Länge und 3,2 km Breite. Die Lagune des Atolls misst 3 km², die Landfläche etwa 2 km².
1826 wurde Vanavana von Frederick William Beechey entdeckt und von ihm auf den Namen Barrow Island getauft, nach Sir John Barrow.
Am 10. Oktober 1941 nutzte die Besatzung des deutschen Hilfskreuzers Atlantis die Insel, um das erste Mal nach zehn Monaten für kurze Zeit an Land zu gehen.